# Huracanes FC
El Huracanes Fútbol Club fue un club de fútbol femenino ecuatoguineano con sede en Bata. Creado en 2022, estaba formado por un equipo sénior profesional que jugó en la Primera División femenina ecuatoguineana, la máxima categoría del fútbol femenino de Guinea Ecuatorial.
El Huracanes se proclamó campeón de la Primera División en la temporada 2022-23. En 2023, fue seleccionado como representante de Guinea Ecuatorial para la fase de clasificación de la UNIFFAC. Se aseguró la victoria al derrotar al club de la RD del Congo TP Mazembe por 3-2 en el partido inicial y logró una sobresaliente victoria por 5-1 contra el AS Epah-Ngamba en el último partido de la fase de grupos. Cabe destacar que no se enfrentaron al club camerunés AS Awa, ya que este se había retirado de la competición celebrada en Malabo. Esta exitosa campaña le valió a Huracanes una plaza en la Liga de Campeones Femenina de la CAF 2023, convirtiéndose en el segundo equipo ecuatoguineano en clasificarse para la máxima competición de fútbol femenino de África, la Liga de Campeones Femenina de la CAF, después de Malabo Kings en 2021.
Desapareció en 2024.

## Honores
| Tipo        | Competencia                                                  | Títulos | Temporadas ganadoras | Subcampeones |
| ----------- | ------------------------------------------------------------ | ------- | -------------------- | ------------ |
| Doméstico   | Primera División Ecuatoguineana femenina                     | 1       | 2022-23              |              |
| Doméstico   | Copa de la primera dama de la Nación                         | 1       | 2024                 | 2023         |
| Continental | Clasificatorios de la Liga de Campeones Femenina UNIFFAC-CAF | 1       | 2023                 |              |